# Mlterm
Mlterm是一个基于X Window系统的支持多语言的终端软件，在中文方面，它支持GB 2312，GBK，GB 18030，Big5和UTF-8。
Mlterm会检查当前的locale并选择恰当的编码。Mlterm还支持AA字体抗锯齿和多种XIM。